# Naučná stezka Josefa Klementa
Naučná stezka Josefa Klementa je naučná stezka, která tvoří okruh vedoucí Polnou a nejbližším okolím. Její celková délka je cca 7 km, nachází se na ní 8 zastavení a turistům byla zpřístupněna v roce 2006. Pojmenována je po Josefu Klementovi.

## Vedení trasy
Trasa začíná v Polné na Husově náměstí, odkud vede ulicemi Třebízského (silnice II/348), Indusova (silnice II/351), Komenského a Jeronýmova na zámek a posléze ke kostelu sv. Kateřiny v části Kateřinov. Následně po modré turistické značce obchází rybník Peklo až k rozcestníku Pod Homolí, kde odbočuje doprava a po hrázi mezi rybníky Peklo a Březina, za ní odbočuje znovu doprava a okolo rybníka Peklo se dostává k ulici Tyršova, kde se stáčí doprava k centru, ovšem ještě před hrází rybníka odbočuje doleva a ulicí Resslova opouští u Klešteru Polnou. Od Klešteru pokračuje polní a lesní cestou nad Ochozským potokem (dále Šlapanka) k židovskému hřbitovu, kde překračuje říčku a silničkou se vrací do Polné. V Polné se ulicemi Pod Kalvárií, Zahradní, Boženy Němcové okolo fotbalového stadionu a Nerudovou ulicí vrací přes Sezimovo náměstí a okolo kostela Nanebevzetí Panny Marie na Husovo náměstí.

## Zastavení
- Husovo náměstí
- Synagoga, dům Josefa Klementa
- Zámek
- Kostel sv. Kateřiny
- Les Březina – místo zavraždění Anežky Hrůzové
- Rybník Peklo
- Kleštěr (stará zemská cesta)
- Židovský hřbitov